# Колоноскопія
Колоноскопія — діагностична медична процедура, під час якої лікар-ендоскопіст оглядає і оцінює стан внутрішньої поверхні товстої кишки за допомогою спеціального зонда. Колоноскопія дає можливість візуально діагностувати такі захворювання, як виразки, поліпи, пухлини та інше, а також провести їх біопсію чи видалення.
Колоноскопія дозволяє видаляти поліпи розміром 1 мм і менше. Відразу після видалення поліп можна дослідити і визначити, чи є він передраковим чи ні.
Відмінність колоноскопії від ректороманоскопії полягає в тому, що колоноскопія дозволяє обстежити всю товсту кишку (120–152 см від загальної довжини), а ректороманоскопія — його дистальну частину (останні 60 см).

## Види
Віртуальна колоноскопія — різновид колоноскопії в 2D/3D форматі, реконструюються з результатів комп'ютерної томограми або ядерно-магнітної резонансної томографії і відноситься до повністю неінвазивних діагностичних методик. У цей час існують суперечки щодо діагностичних можливостей віртуальної колоноскопії. До того ж, віртуальна колоноскопія не дозволяє проводити терапевтичні маніпуляції, такі як біопсія та видалення поліпів/пухлин, і виявляти пошкодження розміром до 5 мм.
Фіброколоноскопія — колоноскопія, доповнена апаратурою для фотографування чи відеозапису, виконання біопсії і видалення різних невеликих патологічних новоутворів — метод діагностики всіх відділів товстої кишки.

## Протипокази
Колоноскопія не рекомендується для пацієнтів з активною стадією виразкового коліту або хвороби Крона, щоб уникнути перфорації товстої кишки.

## Історія
У 1960-х роках д-р Ніва та д-р Ямагата з Токійського університету розробили пристрій для волоконно-оптичної ендоскопії. Після 1968 року др. Вільям Вольф і доктор Хіромі Шинья стали піонерами в розробці колоноскопа. Їхній винахід, зроблений у 1969 році в Японії, був значним кроком вперед порівняно з барієвою клізмою та гнучким сигмоїдоскопом, оскільки дозволяв візуалізувати та видаляти поліпи з усієї товстої кишки. Вольф і Шинья  пропагували свій винахід і опублікували значну частину ранніх доказів, необхідних для подолання скептицизму щодо безпеки та ефективності пристрою.

## Галерея

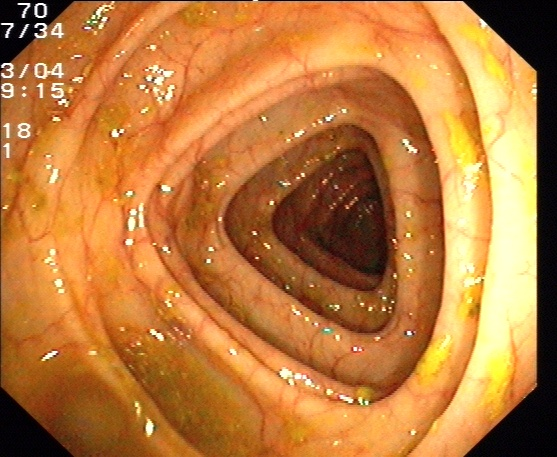
Нормальний вигляд поперечно-ободової кишки
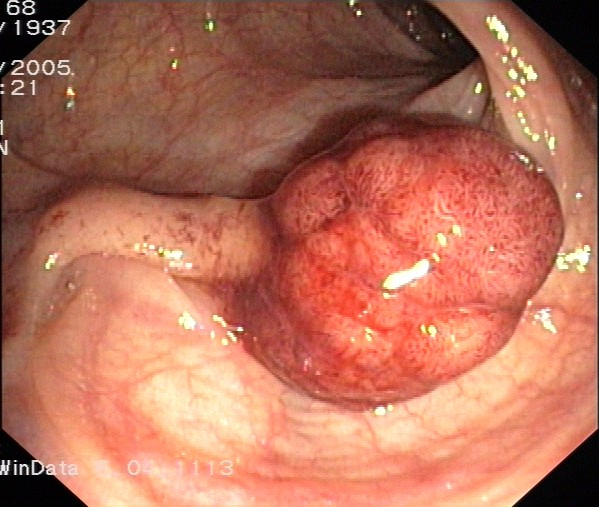
Поліп
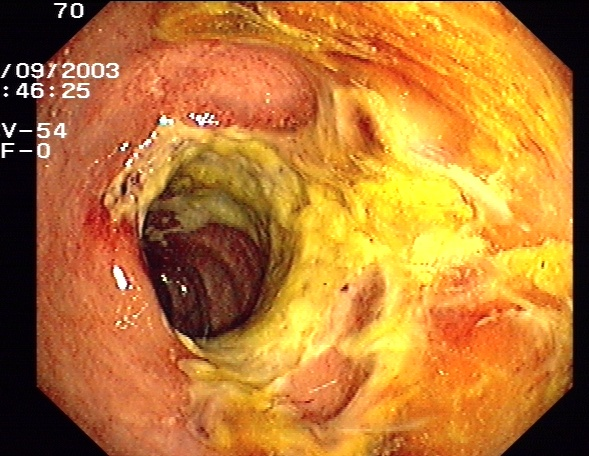
Коліт
Ангіодисплазія в сліпій кишці